# (99996) 1981 EJ45
(99996) 1981 EJ45 es un asteroide perteneciente al cinturón de asteroides, descubierto el 1 de marzo de 1981 por Schelte John Bus desde el Observatorio de Siding Spring, Nueva Gales del Sur, Australia.

## Designación y nombre
Designado provisionalmente como 1981 EJ45.

## Características orbitales
1981 EJ45 está situado a una distancia media del Sol de 3,088 ua, pudiendo alejarse hasta 3,619 ua y acercarse hasta 2,558 ua. Su excentricidad es 0,171 y la inclinación orbital 4,583 grados. Emplea 1982,81 días en completar una órbita alrededor del Sol.

## Características físicas
La magnitud absoluta de 1981 EJ45 es 15,1. Tiene 5,240 km de diámetro y su albedo se estima en 0,059. Está asignado al tipo espectral.